# George Jenkins (Politiker)
Hon. Sir George Frederick Jenkins, KBE (* 24. Juni 1878 in Terowie, South Australia; † 25. Juli 1957 in Adelaide, South Australia) war ein australischer Politiker der Liberal Union, der Liberal Federation und später der Liberal and Country League (LCL), der zwischen 1918 und 1924, von 1927 bis 1930, erneut zwischen 1933 und 1956 Mitglied des South Australian House of Assembly sowie zahlreiche Ministerposten bekleidete.

## Leben
George Frederick Jenkins, Sohn des Farmers George Kirkhouse Jenkins und dessen Ehefrau Mary Ann Gordon Jenkins, besuchte nach der Terowie Public School das Roseworthy Agricultural College. Er war als Debattierer in literarischen Gesellschaften aktiv und war nach dem Abschluss der Landwirtschaftsschule als pastoraler Viehzüchter im Norden und Nordwesten des Bundesstaates South Australia tätig. Am 6. April 1918 wurde Jenkins für die Liberal Union im damaligen Drei-Personen-Wahlkreis Burra Burra erstmals zum Mitglied des South Australian House of Assembly gewählt, des Unterhauses des Parlaments von South Australia, und konnte sich dabei gegen den bisherigen Mandatsträger Laurence O’Loughlin von der Farmers and Settlers’ Association durchsetzen. Er vertrat diesen Wahlkreis bis zu seiner eigenen Niederlage gegen Bert Hawke von der Australian Labor Party (ALP) bei der Wahl am 5. April 1924, wobei er seit dem 16. Oktober 1923 der aus der Liberal Union hervorgegangenen Liberal Federation angehörte.
Am 3. November 1922 wurde George Jenkins in die Regierung von Premier Henry Barwell berufen und bekleidete in dieser zunächst bis zum 14. November 1923 in Personalunion die Ämter als Landwirtschaftsminister (Minister of Agriculture), Minister für Stadtplanung (Minister of Town Planning) und als stellvertretender Minister für Rückkehrer (Assistant Minister of Repatriation). Im Zuge einer Umbildung der Regierung Barwell fungierte er daraufhin zwischen dem 14. November 1923 und dem 16. April 1924 als Minister für Kommunalverwaltung (Minister of Local Government), Minister für Meeresangelegenheiten (Minister of Marine) sowie als Minister für öffentliche Arbeiten (Commissioner of Public Works). Er spielte eine Schlüsselrolle in der South Australian Liberal Federation, deren Präsident er von 1924 bis 1927 war.
Bei der Wahl am 27. März 1927 wurde Jenkins für die Liberal Federation im Drei-Personen-Wahlkreis Burra Burra wieder zum Mitglied der Legislativversammlung gewählt und konnte sich bei dieser Wahl gegen den bisherigen Mandatsträger Bert Hawke von der ALP durchsetzen. Er vertrat diesen Wahlkreis nunmehr bis zur Wahl am 5. April 1930, bei der er sein Mandat an den Herausforderer von der ALP, Even George, wieder verlor. Nach den Wahlen am 26. März 1927, bei denen die Liberal Federation 23 der 46 Sitze im South Australian House of Assembly erhielt, wurde Jenkins am 8. April 1927 in die erste Regierung von Premier Richard Layton Butler berufen und bekleidete in dieser in Personalunion bis zum 17. April 1930 wieder das Amt als Minister für Kommunalverwaltung sowie als Minister für Ländereien der Krone (Commissioner of Crown Lands). Darüber hinaus fungierte er vom 15. Januar bis zum 17. April 1930 auch noch als Minister für Eisenbahnen (Minister of Railways) sowie erneut als Minister für Meeresangelegenheiten. Am 7. August 1930 wurde ihm der Höflichkeitstitel The Honourable verliehen. Nach seinem Ausscheiden aus Regierung und Parlament war er 1931 Präsident der Aktionärsvereinigung von Südaustralien (Stockowners’ Association of South Australia) und 1932 Präsident des Bundesrates der Viehzüchter (Graziers’ Federal Council of Australia). 1932 half er bei den langwierigen Verhandlungen mit der Country Party, die zur Gründung der Liberal and Country League (LCL) führten.
George Jenkins wurde bei der Wahl am 8. April 1933 wiederum im Drei-Personen-Wahlkreis Burra Burra zum Mitglied der Legislativversammlung gewählt und konnte sich dabei wiederum gegen den amtierenden Mandatsträger Even George durchsetzen, der nunmehr der Parliamentary Labor Party (PLP) angehörte. Er selbst vertrat den Wahlkreis Burra Burra nunmehr bis zur Auflösung zum 18. März 1938. Bei der darauf folgenden Wahl am 19. März 1938 wurde er für die LCL im neu geschaffenen Einzelwahlkreis Newcastle wieder zum Mitglied des House of Assembly gewählt und vertrat diesen Wahlkreis bis zu seinem Verzicht auf eine erneute Kandidatur bei der Wahl am 3. März 1956, bei der jedoch andererseits der Wahlkreis Newcastle wieder aufgelöst wurde. Nach seiner Wiederwahl in die Legislativversammlung fungierte er zwischen 1933 und 1944 als Vorsitzender der LCL-Fraktion (LCL Parliamentary Party) und war zudem vom 13. Juli 1933 bis zum 15. Mai 1944 Mitglied des Parlamentarischen Ständigen Ausschusses für öffentliche Arbeiten (Parliamentary Standing Committee on Public Works), dessen Vorsitzender er zwischen dem 12. Januar 1938 und seiner Ablösung durch Arthur Christian am 15. Mai 1944.
In der Regierung von Premier Thomas Playford IV fungierte er zwischen dem 15. Mai 1944 und dem 28. Mai 1954 zeitgleich als Landwirtschaftsminister (Minister of Agriculture), Minister für Forsten (Minister of Forests) und als Minister für Aufforstung (Minister of Afforestation). Jenkins war ein gemäßigter und praktischer Minister, der die Forschung zum Bodenschutz förderte und 1945 das entscheidende Bodenschutz-Änderungsgesetz (Soil Conservation Amendment Act) erarbeitete, der die wahllose Rodung kontrollierte. Er entwickelte einen Beratungsdienst innerhalb des Landwirtschaftsministeriums und erweiterte Bildungsprogramme und -einrichtungen für ländliche Industrien, einschließlich jährlicher Bauernschulen in ländlichen Städten. Interessengruppen von Landwirten und Viehzüchtern erhielten seine Unterstützung. Er war auch eine treibende Kraft beim schnellen Wachstum der Nadelholzwälder des Staates. Für seine politischen Verdienste, insbesondere als Landwirtschaftsminister, wurde er im Rahmen der New Year Honours am 1. Januar 1946 als Knight Commander des Order of the British Empire (KBE) nobilitiert, wodurch er fortan das Prädikat „Sir“ führte.
Aus seiner am 2. April 1907 in der Southwark Baptist Church geschlossenen Ehe mit Ruby Vera Bowen gingen drei Söhne und zwei Töchter hervor. Nach seinem Tode im Calvary Hospital in Adelaide am 25. Juli 1957 wurde er auf dem Centennial Park-Friedhof beigesetzt.

## Hintergrundliteratur
- Parliament of South Australia: Statistical Record of the Legislature 1836–2007 (Memento vom 11. März 2019 im Internet Archive)